# Elon (Monatélé)
Pour les articles homonymes, voir Elon.
Elon est une localité de la région du Centre au Cameroun, localisée dans la commune de Monatélé et le département de la Lekié.

## Population
En 1965, Elon comptait 683 habitants, principalement des Eton.
Lors du recensement de 2005, ce nombre s'élevait à 301.